# なめろう

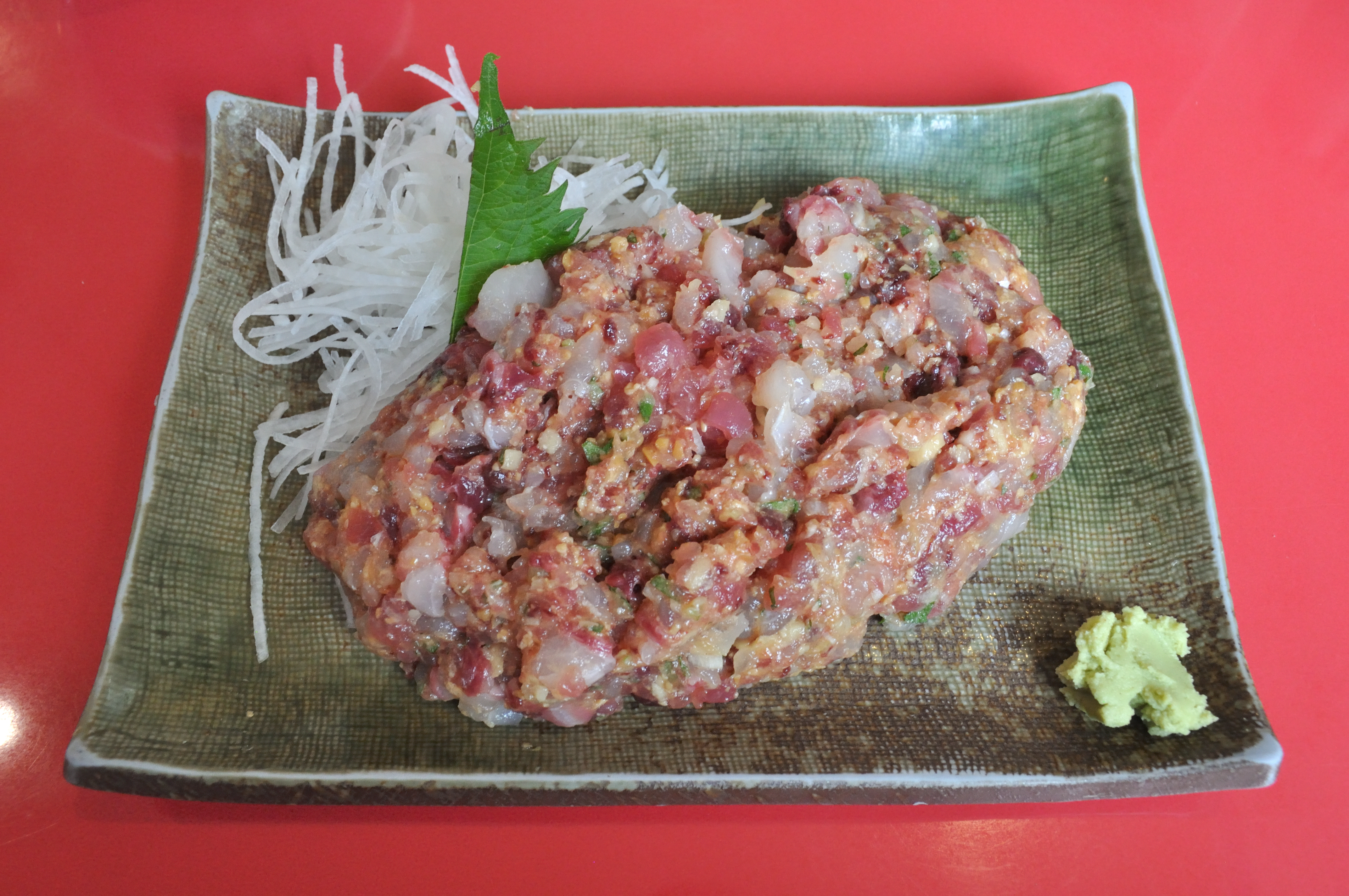
なめろう

なめろうとは、房総半島沿岸が発祥の郷土料理の一種で、魚類と味噌、薬味などを合わせた叩き鱠。漁船の上で、獲ったばかりの魚を材料に作られたことに始まる漁師料理である。現在では千葉県に限らず広い地域の家庭で作られたり、居酒屋などで提供されている。

## 作り方と由来
アジ、サンマ、イワシ、トビウオなど青魚の三枚おろしもしくはバカガイを捌く。その上に調味料（味噌や日本酒）と香味野菜・薬味（ネギ、大葉、ショウガ、ミョウガなど）を乗せ、そのまままな板の上で包丁を使い粘り気が出るまで細かく叩いたものである。その粘り気・滑り気からなめろうの名が付いた（きのこのナメコと同様の由来である）。漁師が沖の漁船上で作っていた料理であることから「沖鱠」（おきなます）という別名もある。

## 類似した料理

### さんが焼き

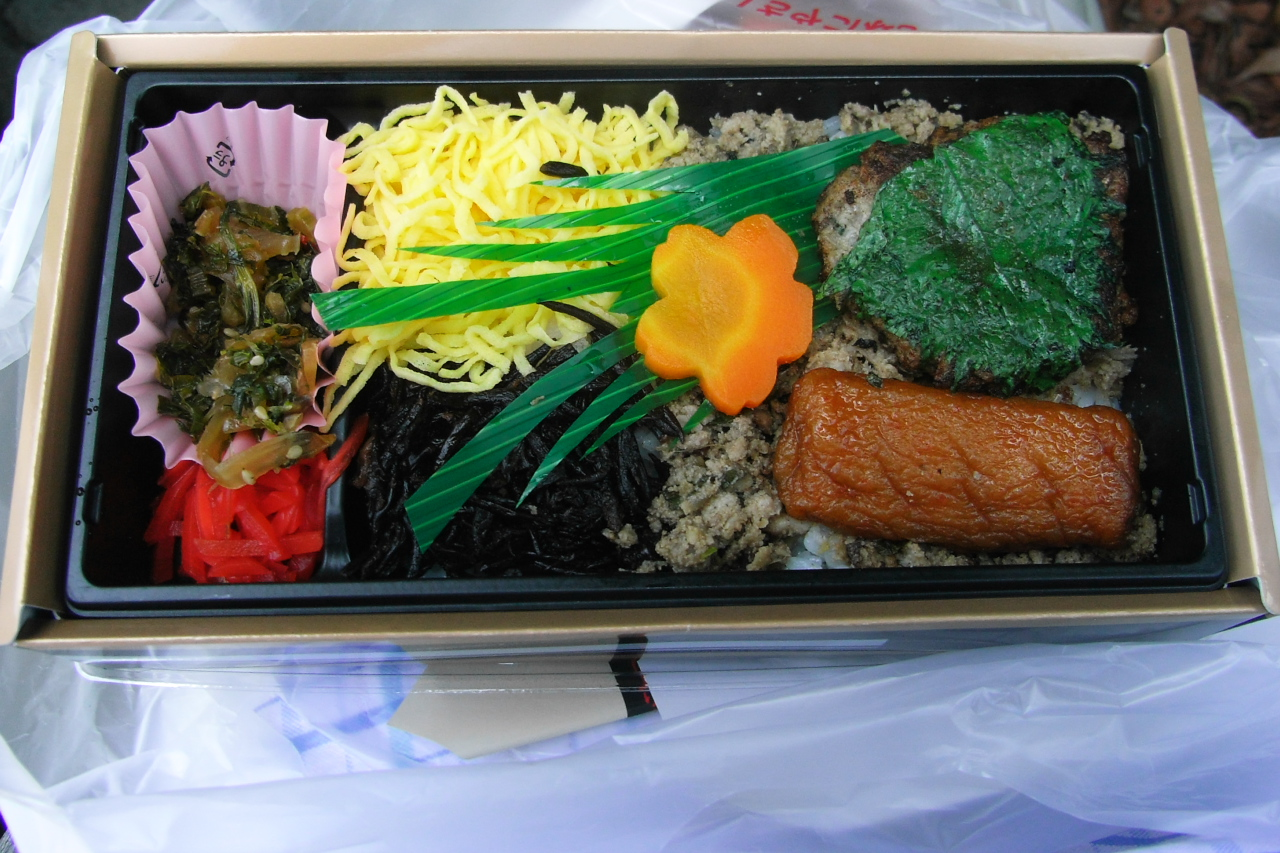
駅弁「さんが焼き弁当」（安房鴨川駅）

なめろうを焼いた料理をさんが焼きあるいは単にさんがと呼ぶ。なめろうを鉄板や網の上などで直接、またはホタテやアワビの貝殻に身を詰めたりサルトリイバラやツバキの葉で包んだりして焼く。なめろうと同様に房総半島発祥とされ、専門店もある。
名前の由来は下記の三説があり、農林水産省は(一)を採用している。
- (一)なめろうを漁師が山小屋で焼いたり蒸したりして食べたことから「山」「家」焼きと呼ばれた。
- (二)山と河＝海の食材を両方使う「山河焼き」の意。
- (三)ショウガ、ネギ、大葉という三つの辛味野菜を使う「三辛焼き」の意。

### その他
- なめろうを氷水に取って冷たい汁としたものは水なますと呼ばれる。
- なめろうをご飯の上に盛り、お茶をかけて茶漬けとしたものは孫茶（まごちゃ）と呼ばれる。名前の由来は傷みやすいため基本的に船の上でしか食べられないこれを孫にも食べさせてやりたいと思った漁師によるとも、忙しい船の上でもまごまごせず食べられるからともいわれている。なお、たたきではなくヅケにした刺身に出汁をかける孫茶もあり伊豆半島沿岸部の郷土料理になっている。刺身は、アジのほか、マグロ、カツオ、キンメダイなど場所や店により異なる。
- 千葉県夷隅郡周辺では、なめろうを少し深さのあるお皿に盛って平らにならし、三杯酢を入れ冷蔵庫で冷やすものもある。これは、夏場傷みやすく造りおきのできないなめろうを保存する効果と、夏場に落ちた食欲を酢酸によって刺激する効果を狙ったものである。 家庭によっては、これを醤油やたれにつけて食す。
- 千葉県山武市周辺では、「アジのたたき」と称して具材にシソの葉を刻んで混ぜて、平たい大皿に具を薄く延ばして、碁盤の目風に包丁の切れ目を入れ、酢をそのままたっぷりかけて冷やし、薄切りのキュウリを添えて食す。
- 宮崎県延岡市沖の離島、島野浦ではたたっこと呼ばれる、なめろうに似た料理があり、そこでは房総半島でさんがに相当する焼いたものも「たたっこ」と呼んでいる。
- 茨城県には、さんが焼きに似たパイタ焼きが伝わる。